# LOVE CHASE
LOVE CHASE는 솔로 6번째 싱글이다. 2012년 7월 4일에 워너뮤직 재팬에서 발매되었다.

## 개요
2012년 2월에 발매된 다섯번째 싱글 〈사랑, 텍사스〉 이후 약 5개월 만의 싱글로, 2012년 두 번째 싱글이다.
초회 한정반 A, B, 통상 반, 야마시타 토모히사 SHOP 한정반, 로손 한정반 5가지 사양으로 발매. 초회 한정반 A에는 "LOVE CHASE"의 뮤직 비디오가 수록된 DVD가 부속. 초회 한정반 B는 24P 포토 북 사양, 통상 반에는 야마시타의 작사, 작곡은 "너와 바람과 초승달"이 수록되었다.
타이틀 곡 "LOVE CHASE"는 MONKEY MAJIK의 프로듀스 작품이다. 또한 후지 TV 애니메이션 《토리코》의 엔딩 테마로 기용되어, 야마시타의 애니메이션 주제가의 기용은 처음이다.
오리콘 주간 랭킹에서 2위를 차지, 데뷔이후 처음으로 선두를 놓쳤다.

## 수록곡

### 초회 한정반 A
1. LOVE CHASE
  - 작사 : Blaise, Maynard, tax / 작곡 : Blaise, Maynard / 편곡 : Maynard, Plant, Zen Nishizawa
  - 후지 TV 애니메이션 《토리코》 엔딩 테마곡
2. Inside, Outside
  - 작사·작곡·편곡 : 모리 다이스케
3. LOVE CHASE - 오리지널 가라오케
4. Inside, Outside - 오리지널 가라오케

DVD
- "LOVE CHASE" 뮤직 비디오 수록

### 초회 한정반 B
1. LOVE CHASE
2. Inside, Outside
3. LOVE CHASE - 오리지널 가라오케
4. Inside, Outside - 오리지널 가라오케

특전
- 24P 포토 소책자

### 통상 반
1. LOVE CHASE
2. Inside, Outside
3. 너와 바람과 초승달 (君と風と三日月)
  - 작사 : 야마시타 토모히사, Kenn Kato / 작곡 : 야마시타 토모히사 / 편곡 : 스즈키 "daichi" 히데유키
4. LOVE CHASE - 오리지널 가라오케
5. Inside, Outside - 오리지널 가라오케

- 픽처 라벨 사양

### 야마시타 토모히사 SHOP 한정반
1. LOVE CHASE
2. Inside, Outside
3. LOVE CHASE - 오리지널 가라오케
4. Inside, Outside - 오리지널 가라오케

DVD
- 재킷 촬영, 뮤직 비디오 촬영 메이킹 영상

### 로손 한정판
1. LOVE CHASE
2. Inside, Outside
3. LOVE CHASE - 오리지널 가라오케
4. Inside, Outside - 오리지널 가라오케

특전
- "2012년 3월 14일 야마시타 토모히사의 화이트 데이 시크릿 이벤트" 다이제스트 영상 수록